# Jamestown (Cap-Oriental)
Jamestown est une ville sur la route nationale N6 à 58 km au sud d’Aliwal North et à 105 km au nord de Komani (anciennement Queenstown) dans le district de Joe Gqabi dans la province du Cap-Oriental, en Afrique du Sud.

## Géographie
Jamestown est au centre d’une zone fertile où l'on cultive le blé et où l'on pratique l’élevage de moutons et de bovins. Elle était le terminus d’une ligne de chemin de fer en provenance de Molteno. Elle a ainsi été nommée d’après James Wagenaar, propriétaire de la ferme sur laquelle la ville a été aménagée.

## Monuments
L’hôpital de Jamestown, qui bénéficiait auparavant d’une aide provinciale, est entièrement exploité par le ministère de la Santé de la province du Cap-Oriental depuis janvier 2011. Il y a deux écoles publiques : l’école secondaire Phambili Mzontsundu, située en ville, et l’école primaire Phahameng, située dans le canton de Masakhane à côté de la maison de Siyanda Nonkala.

## Personnalités liées à Jamestown
- John Vorster premier ministre né à Jamestown.
- Alexander James Kidwell, surnomné le "Father of Jamestown", ses grands-parents – Alexander Kidwell and Phebe Tubb – en furent les premiers habitants en 1820[4].
- H. B. Thom, recteur de l'Université de Stellenbosch, né à Jamestown.
- Hennie Aucamp, écrivain, éduqué à Jamestown.